# Умранієспор
«Умранієспор» (тур. Ümraniyespor) — турецький футбольний клуб з стамбульського району Умраніє. В даний час виступає в Першій лізі, другій за рівнем у системі футбольних ліг Туреччини.
Домашні матчі команда проводить на стадіоні «Умраніє Хекімбаши Шехір», що вміщає 2 500 глядачів.

## Історія
Історія «Умранієспора» бере свій початок в 1938 році. Протягом більшої частини своєї історії він грав на аматорському рівні. У 1984 році клуб отримав право виступити у Третій лізі. У дебютному сезоні він зайняв 13-е місце в своїй групі. А вже в наступному чемпіонаті «Умранієспор» став останнім у своїй групі, видавши серію з 13 поразок поспіль. Пониження в ієрархії тоді не було, але і в наступному сезоні команда знову опинилася на самому дні турнірної таблиці, на цей раз відправившись на аматорський рівень.
У 1990 році «Умранієспор» повернувся в Третю лігу, протримавшись там наступні три роки. У другій половині сезону 1992/93 він знову видав серію з 13 поразок поспіль і відповідно зайняв останнє місце в своїй групі.
У період з 1993 по 2011 рік «Умранієспору» вдалося виступити в Третій лізі лише в сезоні 1999/00. У першому сезоні (2011/12) після свого повернення він став 13-м в своїй групі, в наступному — вже п'ятим, що дозволило йому зіграти в плей-оф на підвищення. У фіналі «Умранієспор» був розгромлений командою «Чанаккале Дарданел» з рахунком 0:5. Через рік клуб впевнено виграв свою групу, тим самим автоматично заробивши просування у Другу лігу.
У дебютному сезоні у Другій лізі «Умранієспор» став третім у Третій групі, а в плей-оф за просування поступився команді «1461 Трабзон», вигравши у першій домашній зустрічі з мінімальним рахунком, а в другому матчі програвши з рахунком 0:2, при цьому пропустивши вирішальний м'яч на 90-й хвилині з пенальті. У Кубку Туреччини «Умранієспор» зупинився на стадії третього раунду, поступившись «Істанбул Башакшехіру» 1:3, виграючи після першого тайму і граючи у більшості. Через рік команда перемогла у своїй групі і вперше в своїй історії вийшла у Першу лігу, другий дивізіон Туреччини.
Дебютний сезон у Першій лізі «Умранієспор» розпочав невдало, посідаючи останнє місце після сьомого туру і без жодної перемоги. 18 жовтня головним тренером був призначений Еркан Сезері і вже в наступному матчі команда здобула свою першу перемогу. Більш того, з часом «Умранієспор» і зовсім зумів опинитися в зоні плей-оф за вихід в Суперлігу, але 7-матчева безвиграшна серія на фініші відкинула його на восьме місце. У Кубку Туреччини 2016/17 «Умранієспор» зумів посісти в своїй групі друге місце, випередивши клуб Суперліги «Бурсаспор», а в 1/8 фіналу поступився «Коньяспору» в додатковий час, виграючи з мінімальним рахунком аж до 84-ї хвилини.
У сезоні 2017/18 «Умранієспор» очолив головний тренер Байрам Бекташ, чемпіон Туреччини 2002/03 у складі «Бешикташа». Команда до восьмого туру змогла очолити турнірну таблицю у Першій лізі, але в підсумку посіла лише 4 місце і програвши плей-оф втратила можливість вийти до елітного дивізіону.